# Âm tiếp cận
Phụ âm tiếp cận (tiếng Anh: approximant consonant) là những âm mà cơ quan phát âm sít lại gần nhau ("tiếp cận" nhau), nhưng tạo một khe chưa đủ hẹp để tạo dòng khí xáo động. Do vậy, âm tiếp cận nằm giữa âm xát (tạo dòng khí xáo động) và nguyên âm (không gây xáo động dòng khí). Tập hợp âm này gồm âm cạnh lưỡi như [l] (trong lớn, là), âm giữa lưỡi như [ɹ] (trong ra, run phương ngữ Nam tiếng Việt hay rest tiếng Anh), và bán nguyên âm [j] và [w] (trong lần lượt yes và west tiếng Anh).

## Từ nguyên
Trước khi Peter Ladefoged chọn từ "approximant" làm tên nhóm âm này vào thập niên 1960, giới học thuật dùng thuật ngữ "frictionless continuant" (âm liên tục phi sát) để chỉ âm tiếp cận phi cạnh lưỡi.
Trong âm vị học, "approximant" khi là tên một đặc điểm phân biệt có thể dùng để trỏ tất cả âm vang miệng (gồm nguyên âm, âm nước và bán nguyên âm).

## Âm tiếp cận giữa lưỡi
- âm tiếp cận đôi môi [β̞] (thường chuyển tự là ⟨β⟩)
- âm tiếp cận môi-răng [ʋ]
- âm tiếp cận răng [ð̞] (thường chuyển tự là ⟨ð⟩)
- âm tiếp cận chân răng [ɹ]
- âm tiếp cận quặt lưỡi [ɻ ]
- âm tiếp cận vòm [j]
- âm tiếp cận ngạc mềm [ɰ]
- âm tiếp cận lưỡi gà [ʁ̞] (thường chuyển tự là ⟨ʁ⟩)
- âm tiếp cận yết hầu [ʕ̞] (thường chuyển tự là ⟨ʕ⟩)
- âm tiếp cận thanh hầu hà hơi-hữu thanh [ɦ]
- âm tiếp cận thanh hầu giọng nghiến-hữu thanh [ʔ̞]

## Âm tiếp cận cạnh lưỡi
Ở phụ âm cạnh lưỡi, phần giữa của lưỡi chạm vào vòm miệng. However, the defining location is the side of the tongue, which only approaches the teeth.
- âm tiếp cận cạnh lưỡi chân răng vô thanh [l̥]
- âm tiếp cận cạnh lưỡi chân răng hữu thanh [l]
- âm tiếp cận cạnh lưỡi quặt lưỡi [ɭ]
- âm tiếp cận cạnh lưỡi vòm vô thanh [ʎ̥]
- âm tiếp cận cạnh lưỡi vòm hữu thanh [ʎ]
- âm tiếp cận cạnh lưỡi ngạc mềm [ʟ]
- âm tiếp cận cạnh lưỡi lưỡi gà [ʟ̠]

## Âm tiếp cận đồng cấu âm
- âm tiếp cận môi-ngạc mềm [w]
- âm tiếp cận môi-vòm [ɥ] hay [jʷ]

## Âm tiếp cận vô thanh
- âm tiếp cận cạnh lưỡi chân răng vô thanh [l̥]
- âm tiếp cận cạnh lưỡi ngạc mềm vô thanh [ʟ̥]
- âm tiếp cận môi-răng vô thanh [ʋ̥]
- âm tiếp cận chân răng vô thanh [ɹ̥]
- âm tiếp cận vòm vô thanh [j̊]
- âm tiếp cận vòm môi hóa vô thanh [ɥ̊] or [j̊ʷ]
- âm tiếp cận ngạc mềm vô thanh [ɰ̊]
- âm tiếp cận môi ngạc mềm hóa vô thanh [ʍ] hay [w̥]
- âm tiếp cận thanh hầu vô thanh [h]
- âm tiếp cận thanh hầu mũi vô thanh [h̃]

## Âm tiếp cận mũi
Ví dụ là:
- âm tiếp cận vòm mũi [j̃]
- âm tiếp cận môi-ngạc mềm mũi [w̃]
- âm tiếp cận thanh hầu mũi vô thanh [h̃]

Trong tiếng Bồ Đào Nha, âm lướt mũi [j̃] và [w̃] khi xưa trở thành /ɲ/ và /m/ trong một số từ.